# Kanton Haroué
Haroué is een voormalig kanton van het Franse departement Meurthe-et-Moselle. Het kanton maakte deel uit van het arrondissement Nancy. Op 22 maart 2015 is het kanton opgeheven en zijn de gemeenten ingedeeld bij het op diezelfde dag opgerichte kanton Meine au Saintois.

## Gemeenten
Het kanton Haroué omvatte de volgende gemeenten:
- Affracourt
- Bainville-aux-Miroirs
- Benney
- Bouzanville
- Bralleville
- Ceintrey
- Crantenoy
- Crévéchamps
- Diarville
- Gerbécourt-et-Haplemont
- Germonville
- Gripport
- Haroué (hoofdplaats)
- Housséville
- Jevoncourt
- Laneuveville-devant-Bayon
- Lebeuville
- Lemainville
- Leménil-Mitry
- Mangonville
- Neuviller-sur-Moselle
- Ormes-et-Ville
- Roville-devant-Bayon
- Saint-Firmin
- Saint-Remimont
- Tantonville
- Vaudeville
- Vaudigny
- Voinémont
- Xirocourt